# Fernand Jarrié
Pour les articles homonymes, voir Jarrie (homonymie).
Fernand Jarrié est homme politique français, né le 10 juillet 1899 à Bagnols-sur-Cèze (Gard) et mort le 2 juillet 1996 dans la même ville.

## Mandats
- Conseiller général du Canton de Bagnols-sur-Cèze (1964-1976)
- Conseiller municipal de Bagnols-sur-Cèze (1945-1965)
- Premier adjoint au maire de Bagnols-sur-Cèze (1965-1971)
- Conseiller de la République du Gard (1946-1948)

## Fonctions
- Vice-président du Syndicat des biscuitiers du Gard
- Vice-président de la fédération du MRP du Gard